# پاک‌نهنگان
پاک‌نهنگان تیره‌ای از پستانداران گوشت‌خوار از زیرراسته کهن‌آب‌بازسانان بودند که از آغاز ائوسن تا میانه آن (۵۵٫۸ تا ۴۰٫۴ میلیون سال پیش) در پاکستان کنونی زندگی می‌کردند. به عنوان گونه‌هایی آب‌بازسان، پاک‌نهنگان پیش از نهنگها و دلفینها بر زمین حضور داشتند و حلقه میان جداشدن از خاک و وارد شدن به دریا به شمار می‌روند.
سنگواره این جانوران در کناره‌های باستانی مربوط به اقیانوس تتیس یافت شده‌اند. در ۵۰ میلیون سال پیش، منطقه پاکستان خشک و گرم بوده است و این پستانداران گوشتخوار غذای زیادی برای خوردن نمی‌یافتند. از این رو، وارد دریا شدند تا به شکار ماهی بپردازند.